# Benny Loves You
Benny Loves You ist ein Horrorfilm von Karl Holt, der hier unter anderem Regie führte, das Drehbuch schrieb und als Hauptdarsteller auftritt. Der Film handelt von einem jungen Mann, der sein Stofftier wegwirft, das daraufhin aber ein bösartiges Eigenleben entwickelt.
Benny Loves You feierte auf dem Buenos Aires Rojo Sangre am 21. November 2019 Premiere und wurde am 16. Juli 2021 von Pierot Le Fou in Deutschland veröffentlicht.

## Handlung
Nach dem Tod seiner Eltern muss der unbeholfene Jack sein Elternhaus, aus dem er nie ausgezogen ist, verkaufen. Dieses einschneidende Ereignis führt dazu, dass der Spielzeugdesigner endlich erwachsen werden will. Beim Ausmisten fällt ihm Benny, sein treuer Begleiter aus Kindheitstagen, in die Hände. Doch statt seinen alten Kumpel wertzuschätzen, wirft Jack ihn einfach weg.
Doch das Stofftier erwacht auf mysteriöse Weise zum Leben, um Jack zu beschützen. Wer Jack in Bennys Augen etwas Böses will, wird von Benny brutal ermordet.
Zunächst profitiert Jack von dem Bennys Taten, doch nach und nach wird ihm klar, dass er das Stofftier vernichten muss.

## Kritik
Der Film erhielt überdurchschnittlich positive Kritiken.
Bei Rotten Tomatoes waren 79 Prozent von den 28 ausgewerteten Kritiken positiv.
Auf IMDb.com hat der Film derzeit eine durchschnittliche User-Wertung von 5.6/10.
Das Online-Magazin ThrillAndKill.com bewertet den Film mit 7.5 von 10 Punkten und bezeichnet Benny Loves You „wie das zerrupfte Lieblingskuscheltier deiner Kindheit. Nicht perfekt, aber großartig.“
Filmstarts.de nennt Benny Loves You einen „albernen, aber dabei urkomischen Splatter-Spaß“ und vergibt 4 von 5 Sternen.

## Auszeichnungen
Benny Loves You wurde auf dem FrightFest 2020 als bester Film ausgezeichnet.